# Scleraulophoridae
Scleraulophoridae är en familj av plattmaskar. Scleraulophoridae ingår i ordningen Prolecithophora, fylumet plattmaskar och riket djur.
Familjen innehåller bara släktet Scleraulophorus. Scleraulophoridae är enda familjen i ordningen Prolecithophora.